# Bobastro
Bobastro és un poblat situat al nord de la província de Màlaga (Espanya), on Omar ibn Hafsún va establir la capital dels seus dominis, el 880, al revoltar-se contra l'emir de Còrdova. Existeix una altra teoria que situa a Bobastro a la ciutat de Ronda. Destaquen les construccions excavades en la roca, incloent una església rupestre, mossàrab, de tres naus, amb arcs de ferradura.
L'accés es realitza des de la carretera Álora-Ardales, uns 2 km al nord de El Chorro i del costat sud del Congost de los Gaitanes. Des d'aquí, una pista asfaltada puja al turó de Las Tablas de Villaverde, però a mig camí està l'accés per als vianants a part de les ruïnes de Bobastro. En el cim del turó, des d'on es gaudeixen molt bones vistes de l'entorn, vam trobar les restes d'una fortificació. Sorprèn trobar-se amb un embassament d'aigua en el més alt, al que es bomba aigua de nit per a aconseguir electricitat durant el dia.